# Neuhausen-Nymphenburg
Neuhausen-Nymphenburg ist der Stadtbezirk 9 der bayerischen Landeshauptstadt München. Im Jahr 1992 fusionierten Neuhausen und Nymphenburg zum heutigen Stadtbezirk.

## Lage

Niederschlagsdiagramm

Der Stadtbezirk 9 reicht vom Marsfeld am Innenstadtrand bis zum Schlosspark Nymphenburg im Westen und erstreckt sich in seiner Nord-Süd-Ausdehnung vom Olympiapark über die Villenkolonie Gern bis zu den Gleisanlagen Hauptbahnhof-Pasing.
Nachbarbezirke sind Moosach im Norden, Milbertshofen-Am Hart im Nordosten, Schwabing-West und die Maxvorstadt im Osten, die Schwanthalerhöhe im Südosten, Laim im Süden sowie Pasing-Obermenzing im Westen.

## Geschichte und Beschreibung

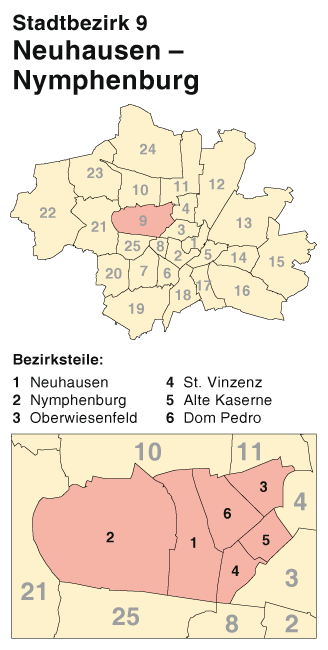
Stadtbezirksteile

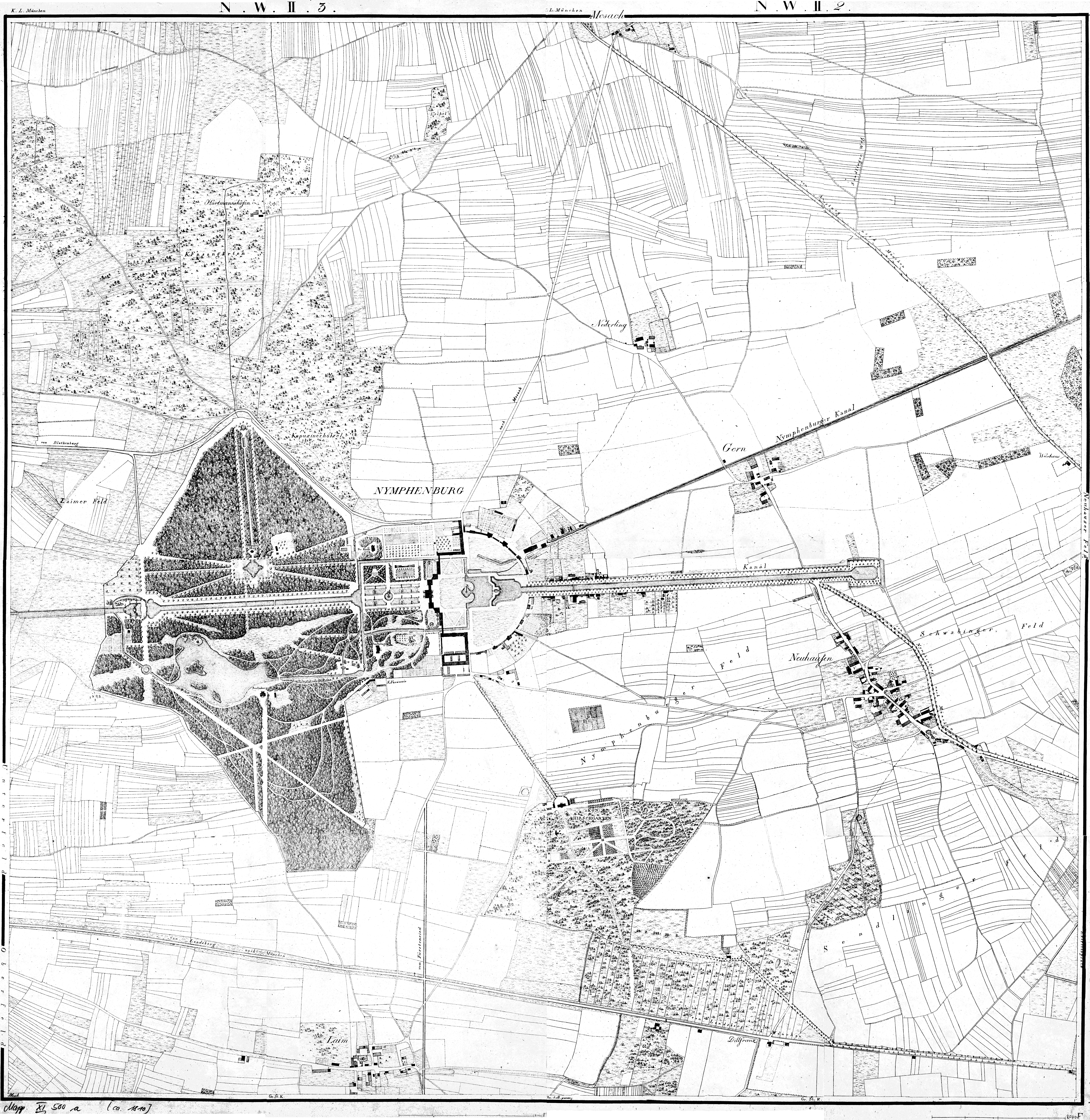
Der heutige Stadtbezirk mit Neuhausen und Nymphenburg auf einer Karte von 1810

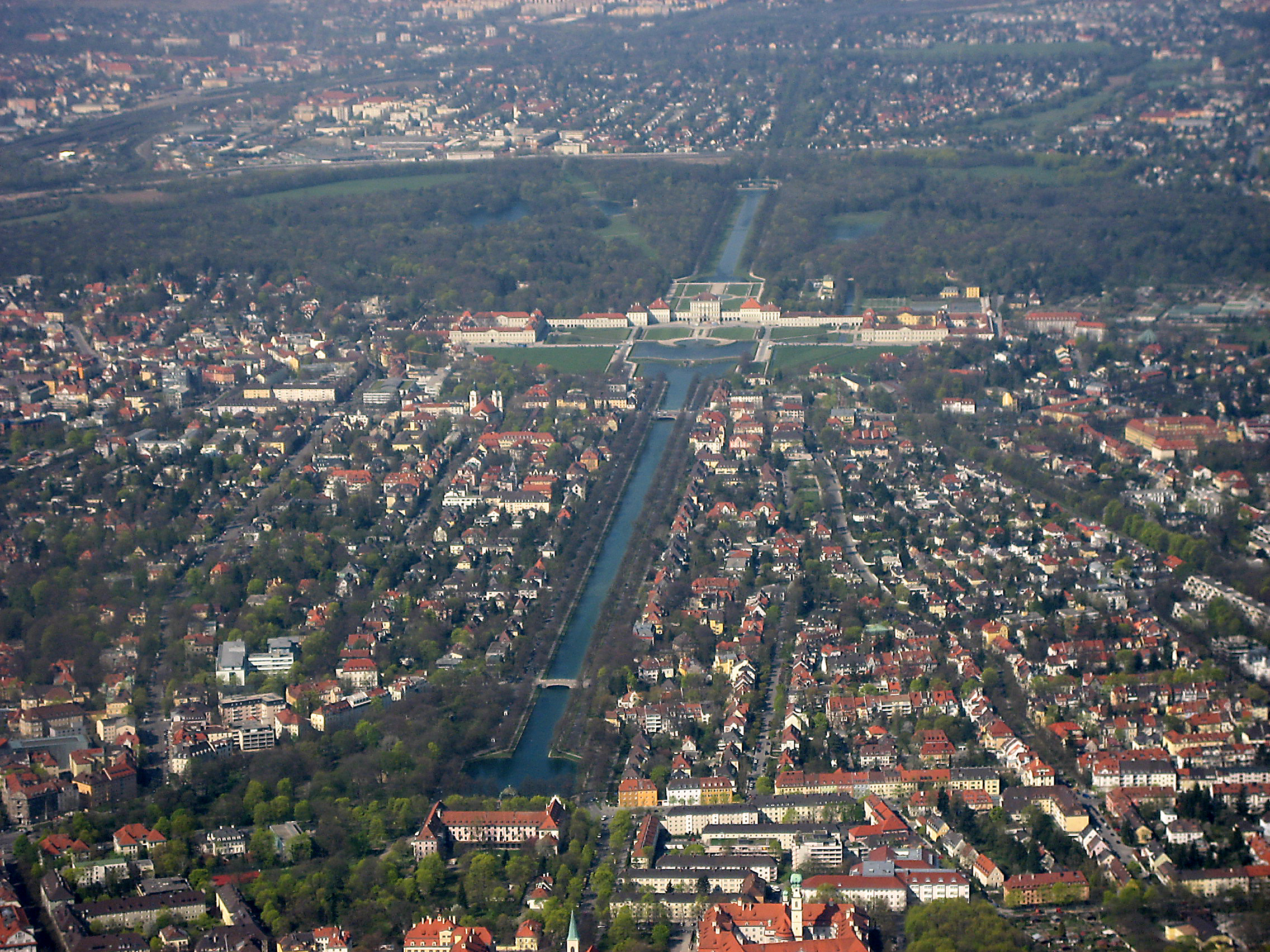
Schloss Nymphenburg mit Nymphenburger Kanal

Volksgarten Nymphenburg, 1900

Ein charakteristisches Merkmal dieses Bezirks ist sein Potpourri aus unterschiedlichen städtebaulichen Elementen.
Zur Vorstufe eines Villenviertels wurden die am Schlossrondell gelegenen zehn symmetrisch in zwei Fünfergruppen gegliederten Palais, die zwischen 1728 und 1758 für höhere Hofbedienstete errichtet und ursprünglich als Ausgangspunkt für eine nie verwirklichte „Carlstadt“ (nach dem Muster der Stadt Karlsruhe) geplant worden waren. Alte Gemälde zeigen ein reges Straßenleben auf den Wegen innerhalb dieser Bebauung mit der stadtmauerartigen Einfassung (z. B. Canaletto, Nymphenburg von der Stadtseite). In Nymphenburg entstand dann, besonders ab dem Ende des 19. Jahrhunderts, im Umfeld der Auffahrtsalleen zur Schlossanlage ein repräsentatives Wohnviertel, in dem sich zahlreiche Beispiele gründerzeitlicher Architektur erhalten haben, wie die Villenkolonien Neuwittelsbach und Gern.
Die erste Erwähnung ist 1170 als Niwenhusen, namensgebend der Gutshof des Rudolfus de Niwenhusen. Im am 1. Januar 1890 eingemeindeten Neuhausen, das zur Spätgründerzeit schon ein prosperierendes Viertel war, prägen Wohn- und Geschäftshäuser in geschlossener, dichter Blockbebauung das Stadtbild. Entlang der Arnulfstraße und deren Nebenstraßen sind dies häufig wohnungsgenossenschaftliche Bauten wie die teilweise unter Denkmalschutz stehende Versuchssiedlung des Bayerischen Post- und Telegraphenverbandes und die Siedlung Neuhausen. Nördlich des Rotkreuzplatzes findet man mehr Villen und Bürgerhäuser der Gründerzeit.
Im Süden entlang der Gleisanlagen herrschten teils großflächige gewerbliche, industrielle und bahnbetriebliche Nutzungen vor, welche seit den 1990er Jahren u. a. infolge der Privatisierung der Bahnanlagen weitgehend städtebaulich neu entwickelt wurden. Mittelpunkt und urbanes Zentrum des Stadtteils ist der Rotkreuzplatz. Viel gut erhaltene Bausubstanz aus der Gründer- und Zwischenkriegszeit mit dem reichen Angebot an Grünflächen verleihen Neuhausen eine hohe Wohnqualität. Während die Altbauquartiere im Umfeld der Nymphenburger Straße seit jeher auch Heimat für die gehobene Mittelschicht sind, bieten die teils schlichter ausgeführten Jahrhundertwendegebäude im Umfeld von Schulstraße und Donnersbergerstraße Wohnraum für unterschiedlichste Bevölkerungsgruppen.
Am 1. Januar 1899 wurde die bis dahin selbstständige Gemeinde Nymphenburg in die Stadt München eingemeindet.
Benannt ist der Stadtteil nach dem Schloss Nymphenburg, der früheren Sommerresidenz der bayerischen Kurfürsten und Könige. Heute ist das Schloss zusammen mit dem Schlosspark Nymphenburg eine der beliebtesten Sehenswürdigkeiten Münchens.
Gleich neben dem Schloss liegt die 1747 von Kurfürst Max III. Joseph gegründete Porzellanmanufaktur Nymphenburg, das Marstallmuseum Nymphenburg und das Museum Mensch und Natur. An den Schlosspark grenzt auch der Botanische Garten; seinem Eingang gegenüber liegt das Bayerische Landesamt für Maß und Gewicht. Der Hirschgarten, der Grünwaldpark und der an den Bezirk angrenzende Olympiapark ergänzen das reiche Angebot an Grün- und Erholungsflächen. Zugleich ist der Bezirk aber auch durch die Anbindung der Autobahn A 8 an das Stadtgebiet und durch ein Teilstück des Mittleren Rings mit einem hohen Verkehrsaufkommen belastet. Seit der ab 1. Mai 1996 gültigen Stadtgebietsgliederung, bei der Teile von Neuhausen und Nymphenburg, die zuvor zum alten zehnten Stadtbezirk gehörten, wieder eingegliedert wurden, hat Neuhausen-Nymphenburg mit rund 100.000 Einwohnern nach Ramersdorf-Perlach die zweithöchste Einwohnerzahl der Münchner Bezirke. Im Norden von Neuhausen, zwischen Gern und Moosach liegt der Ortsteil Nederling, im Nordosten der Ortsteil Ebenau.
Am Romanplatz lag 1890 bis 1916 der Volksgarten Nymphenburg, zu seiner Zeit der größte Vergnügungspark Deutschlands.
Die Arbeitsplätze des Bezirks liegen neben Handel und Dienstleistungssektor zum großen Teil im öffentlichen Bereich. Außer der Niederlassung der Deutschen Bahn, dem Bundeswehr-Verwaltungszentrum, dem Bayerischen Landeskriminalamt sowie zahlreichen Krankenhäusern wie dem Rotkreuz-Krankenhaus, dem Deutschen Herzzentrum, dem Krankenhaus Barmherzige Brüder und dem Dritten Orden liegen auch große Sozialeinrichtungen im Bezirk. 1929 wurde an der Wendl-Dietrich-Straße 20 die älteste Stadtjugendherberge Deutschlands errichtet, deren 2014 geplanter Erweiterungsbau sich mit großflächigen geschwungenen Verglasungen zum angrenzenden Winthirplatz öffnen soll.
Bis voraussichtlich 2026 wird das Strafjustizzentrum München am Leonrodplatz errichtet. Dort werden 1300 Menschen arbeiten.
Der Ausländeranteil in Neuhausen-Nymphenburg beträgt rund 16,8 % (2024). Bezüglich der Altersverteilung ist Neuhausen das jüngere der beiden Viertel.

## Galerie

Impressionen aus Neuhausen-Nymphenburg
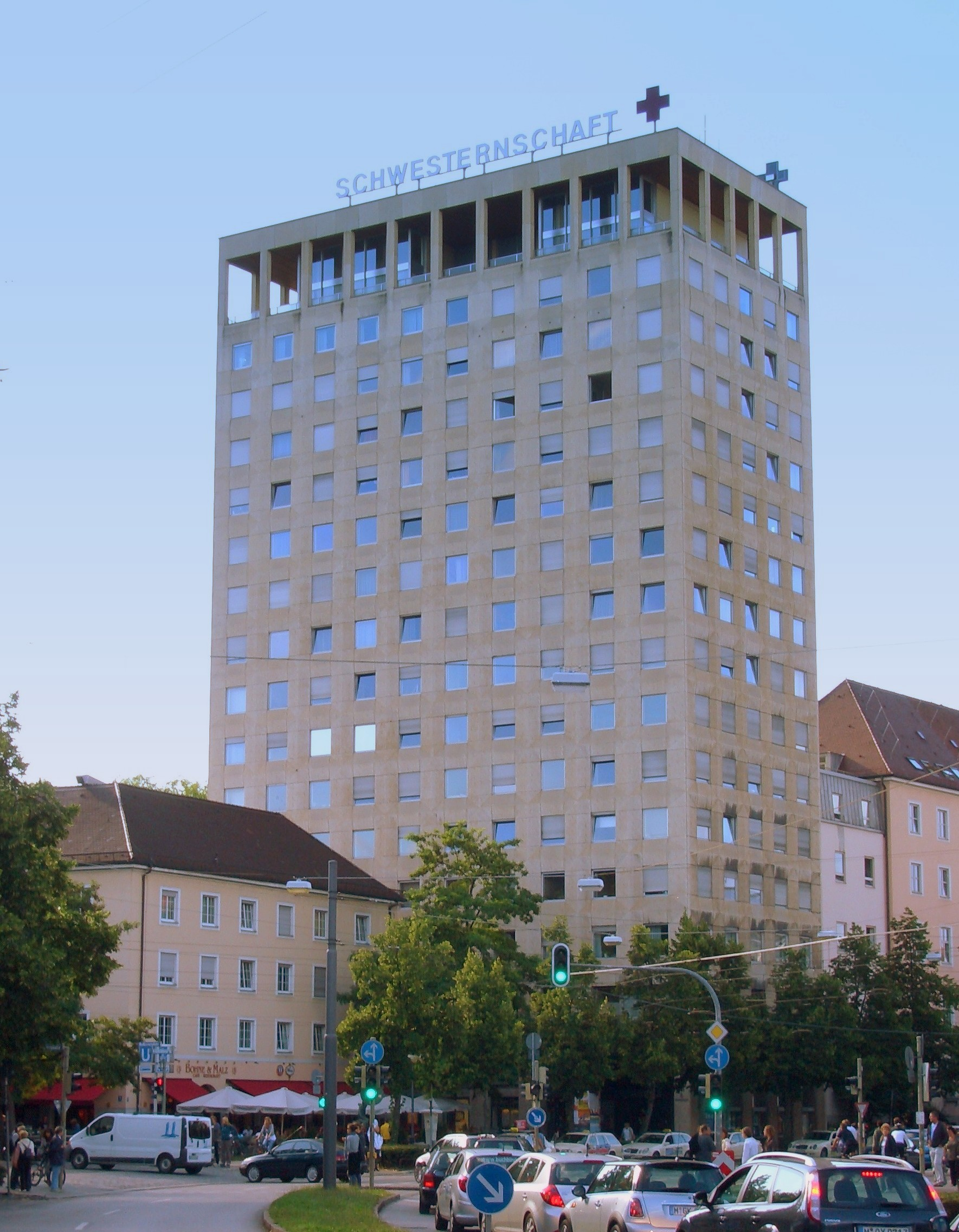
Schwesternhochhaus des Rotkreuz-Krankenhauses am Rotkreuzplatz in Neuhausen
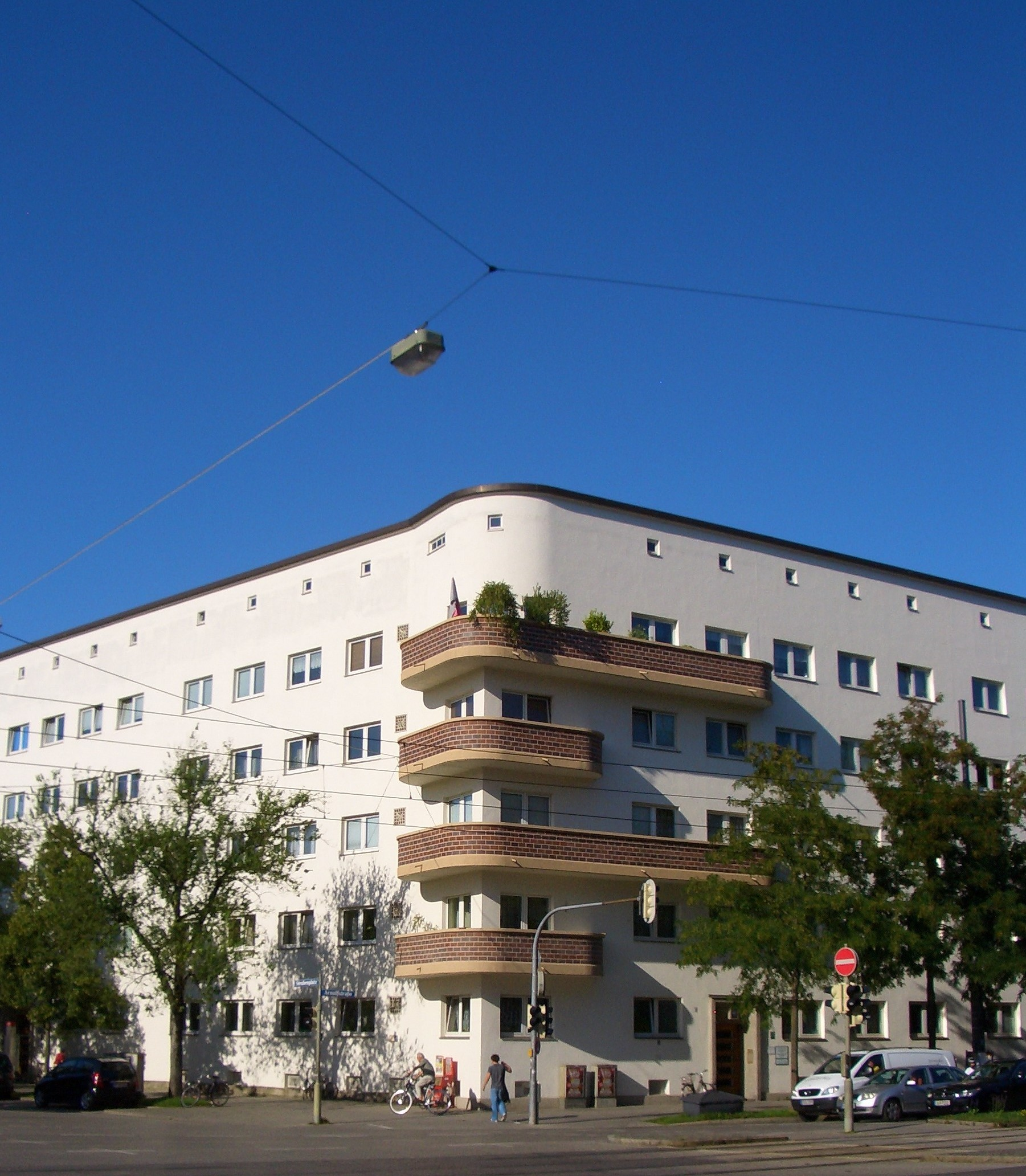
Siedlung Neuhausen
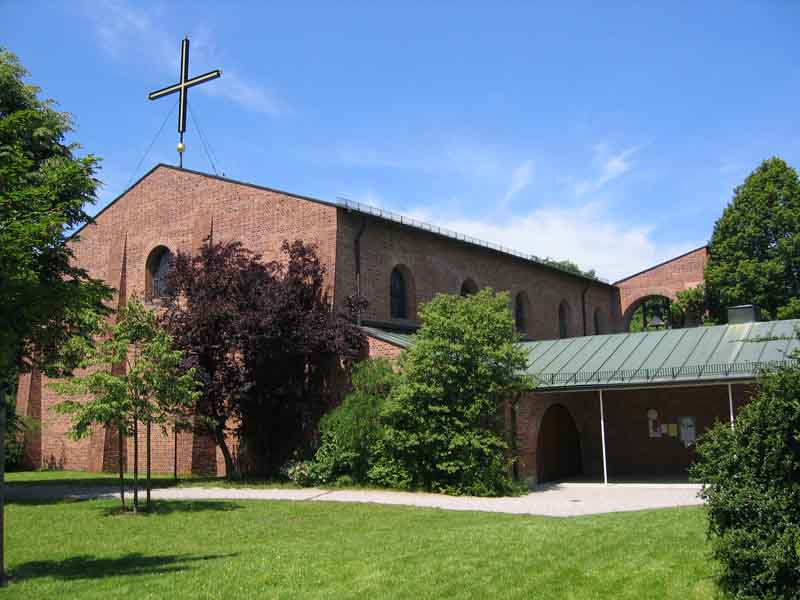
St. Laurentius (Gern)
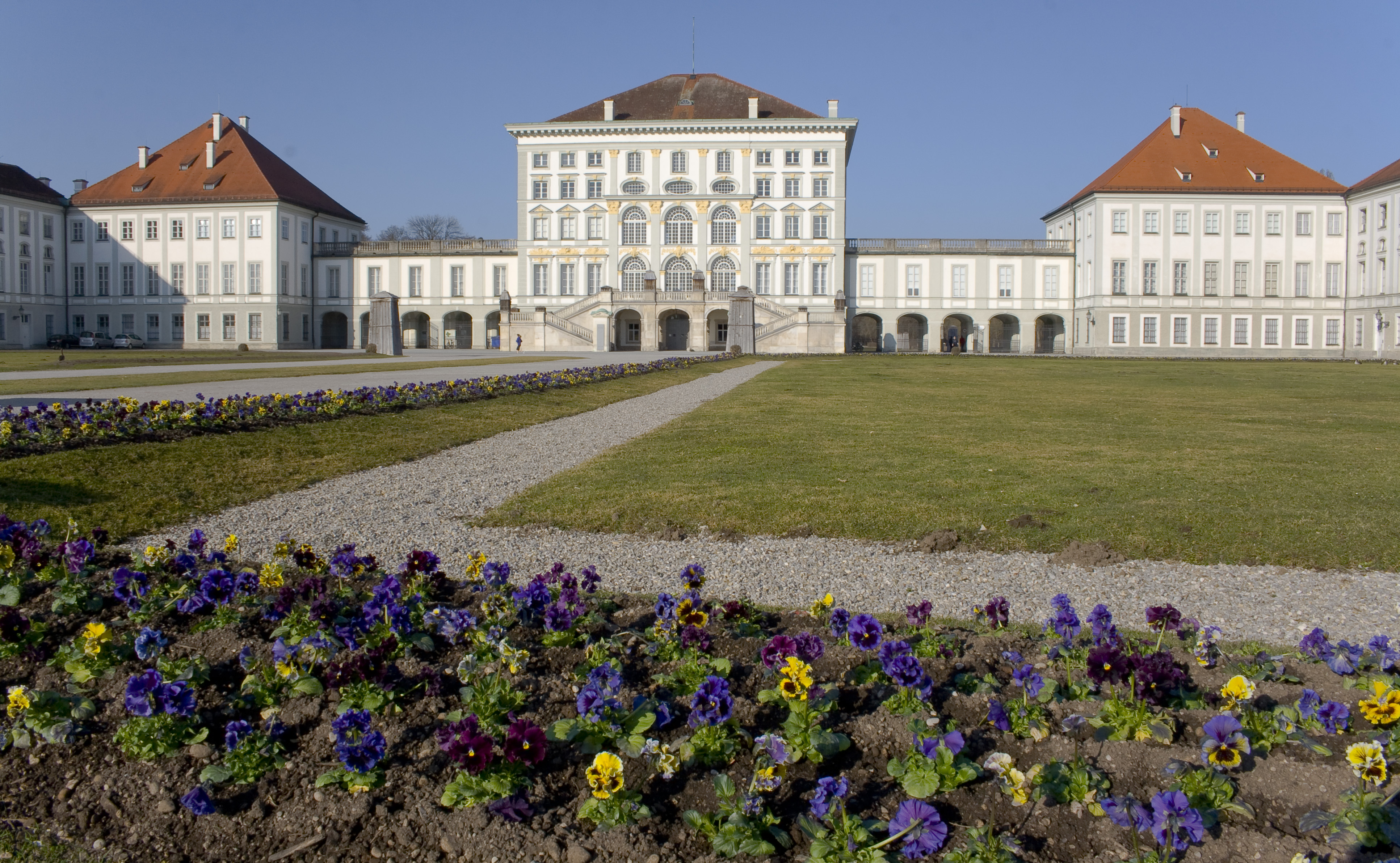
Schloss Nymphenburg
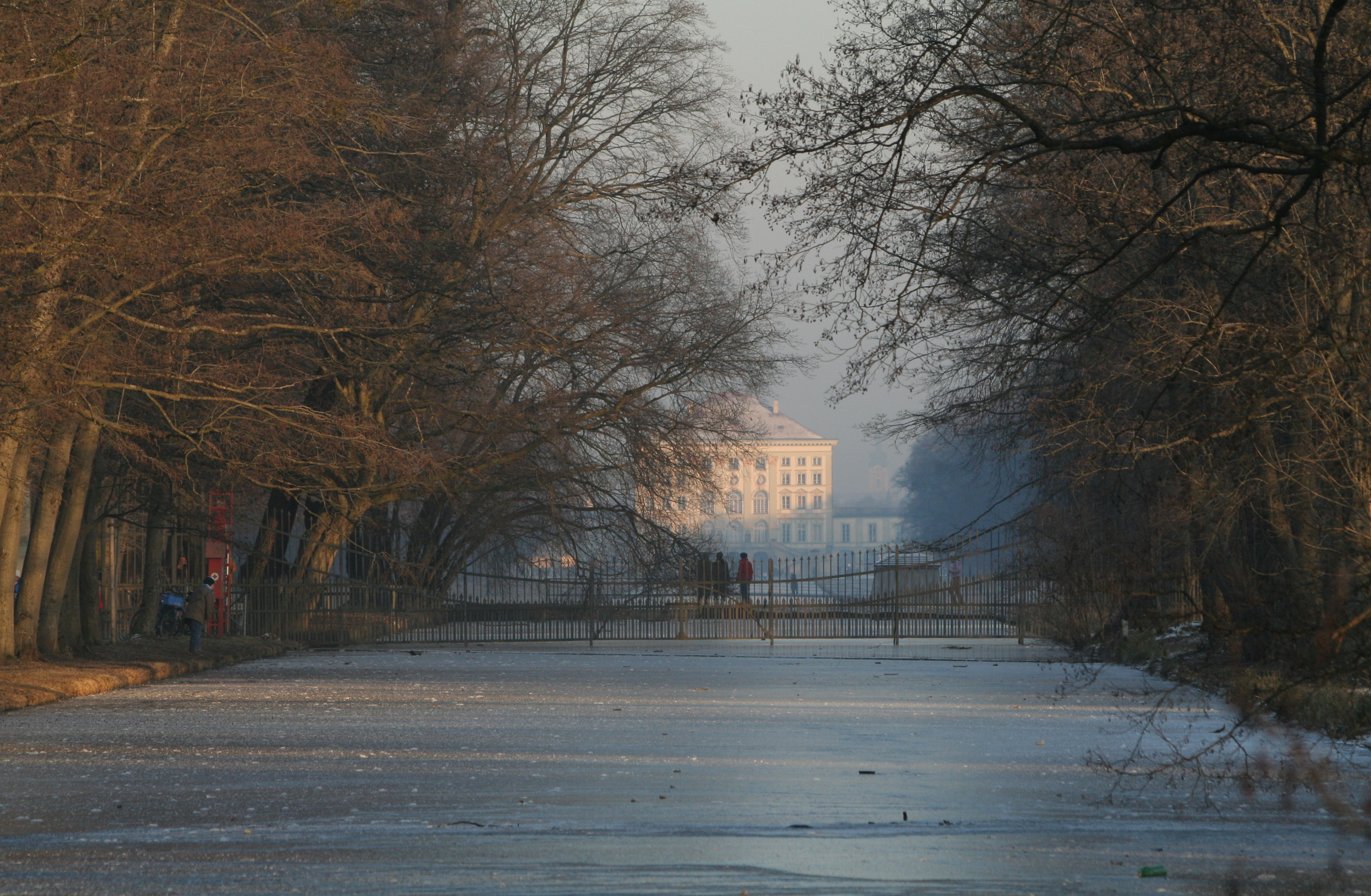
Nymphenburger Kanal im Winter
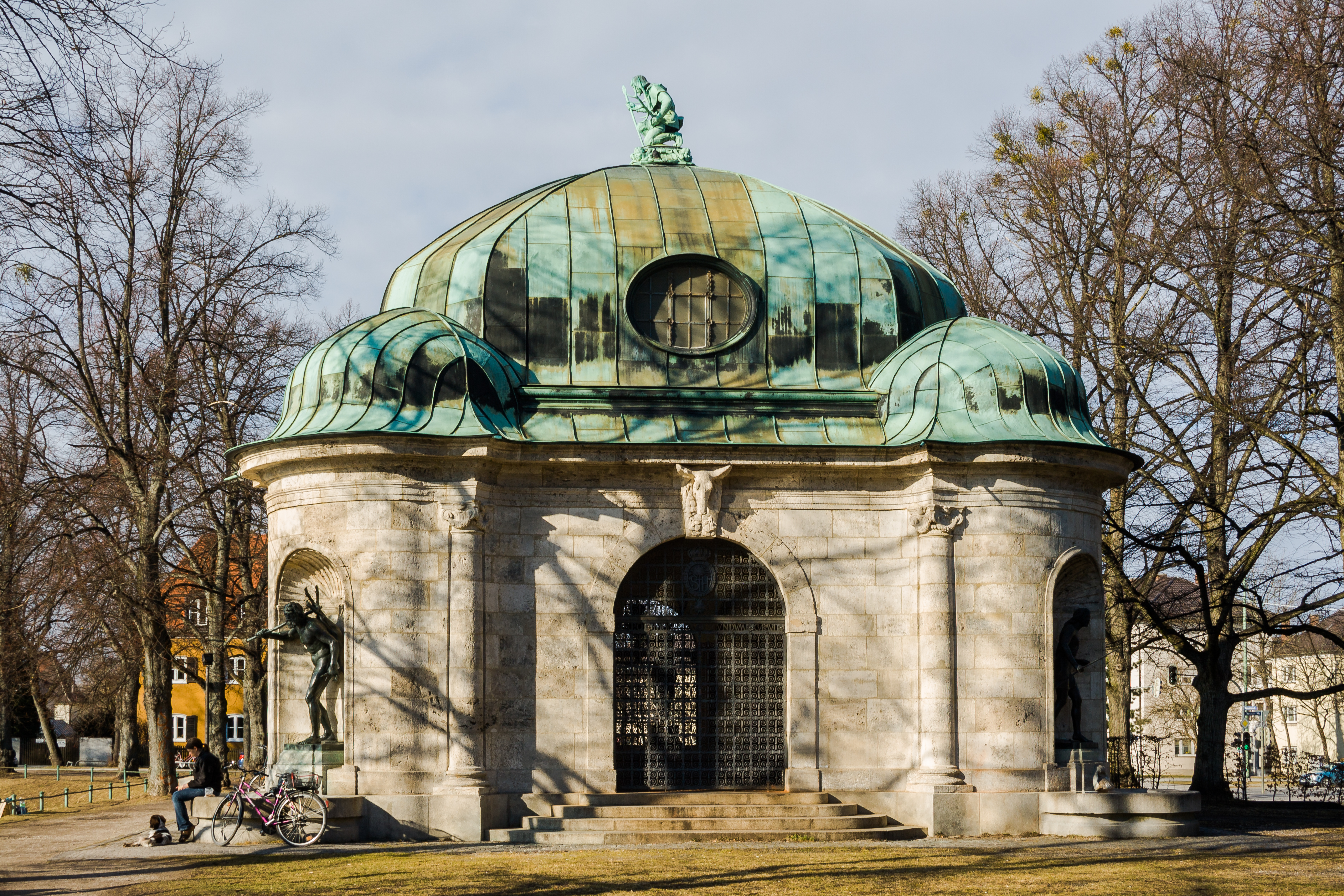
Hubertusbrunnen in Neuhausen-Nymphenburg
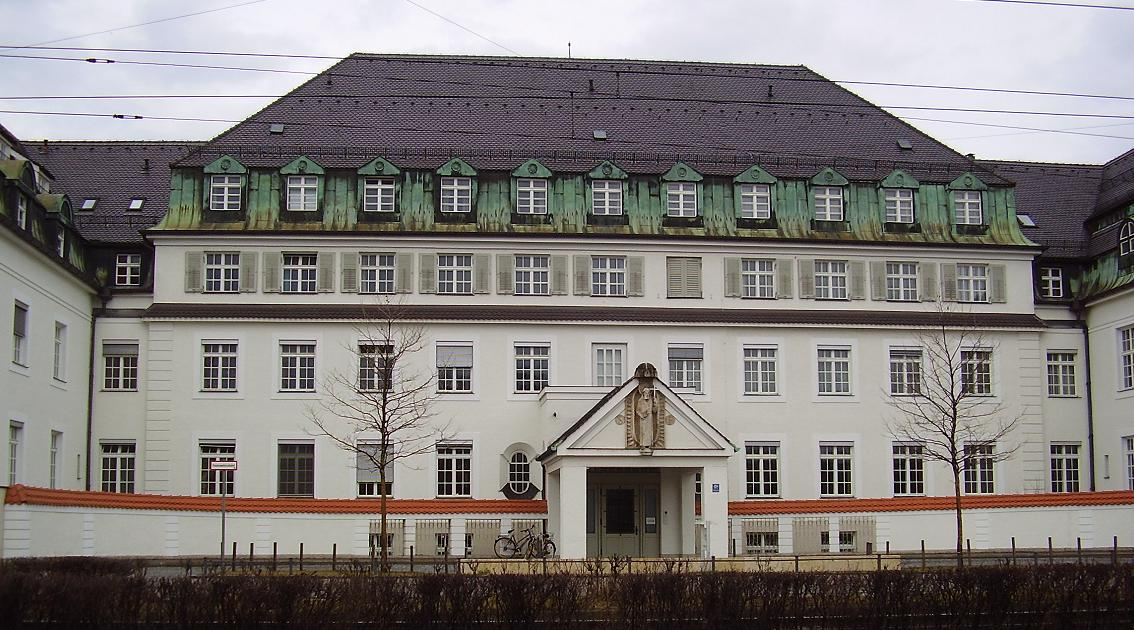
Krankenhaus Dritter Orden
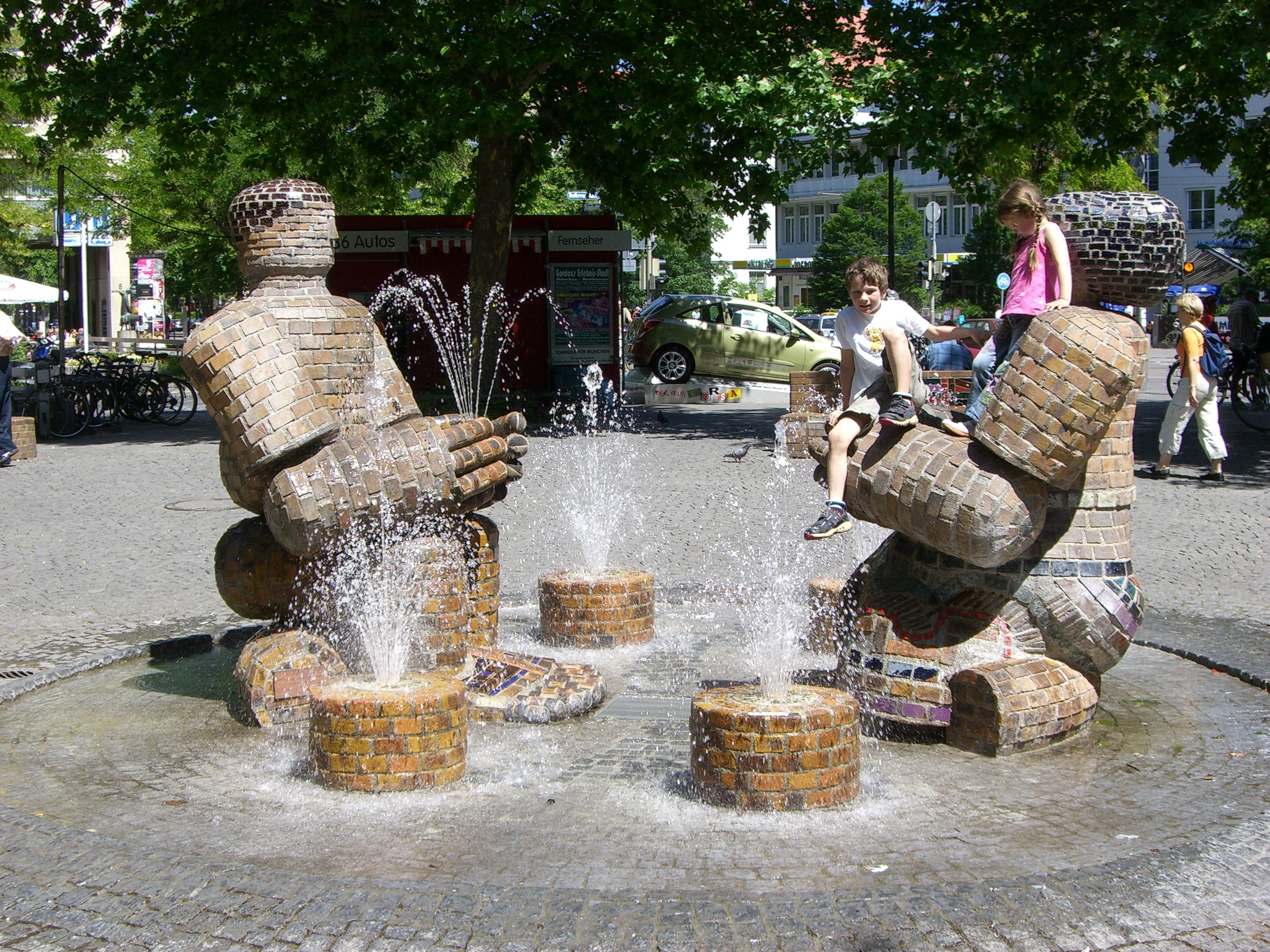
Brunnen am Rotkreuzplatz in Neuhausen
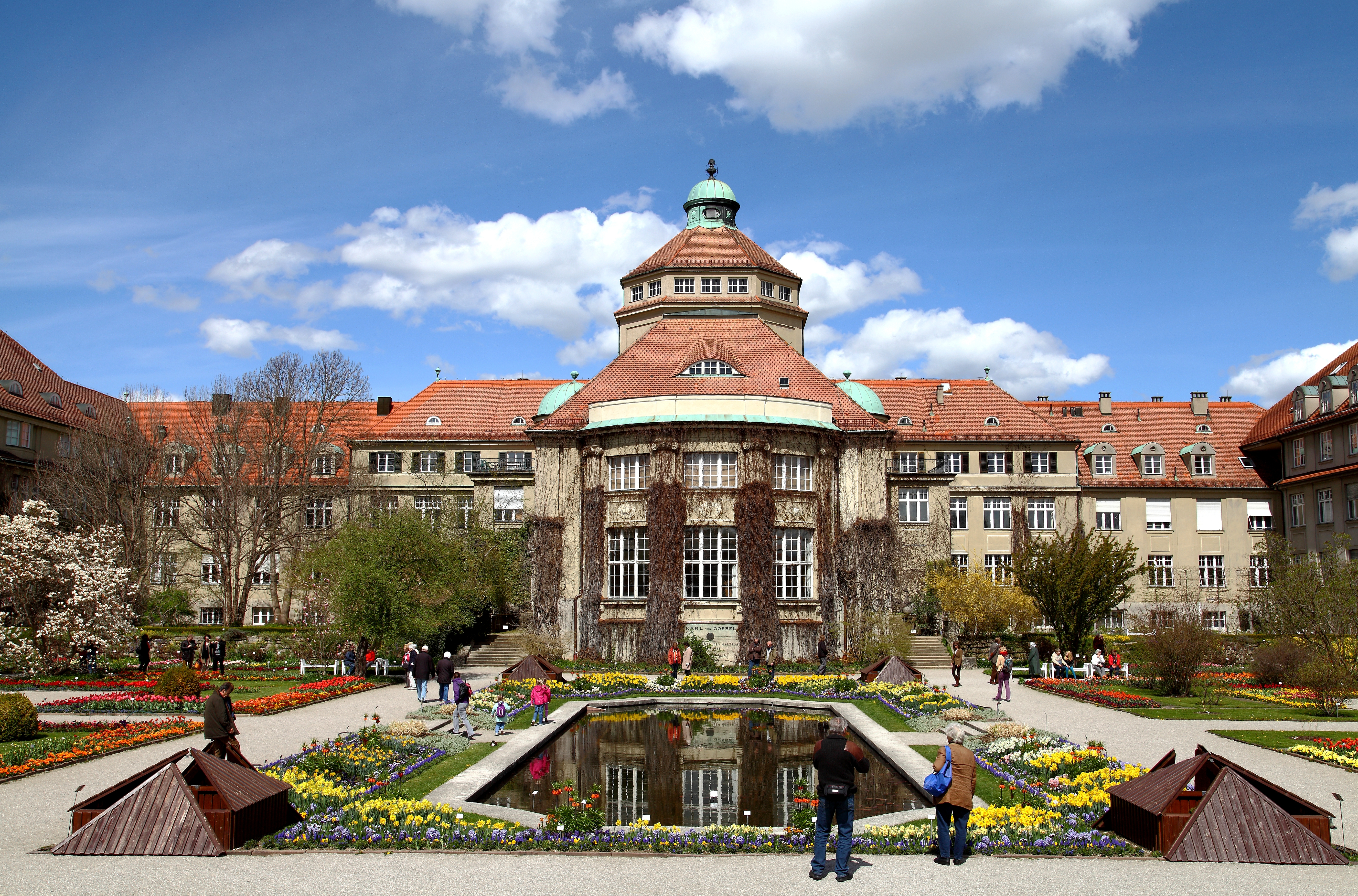
Botanischer Garten
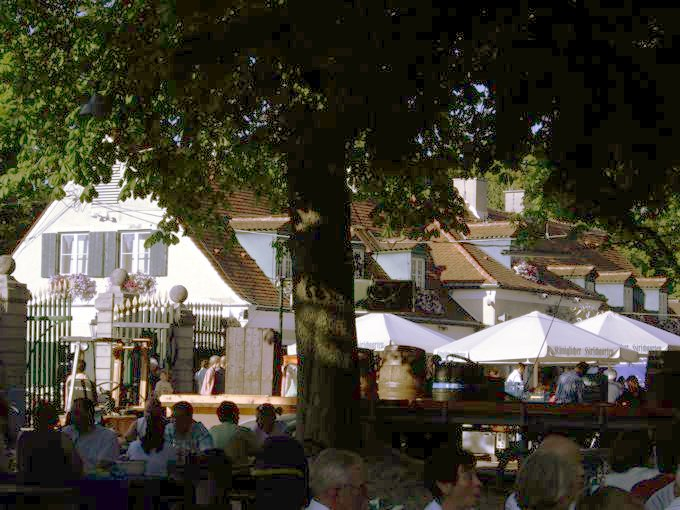
Biergarten im Hirschgarten
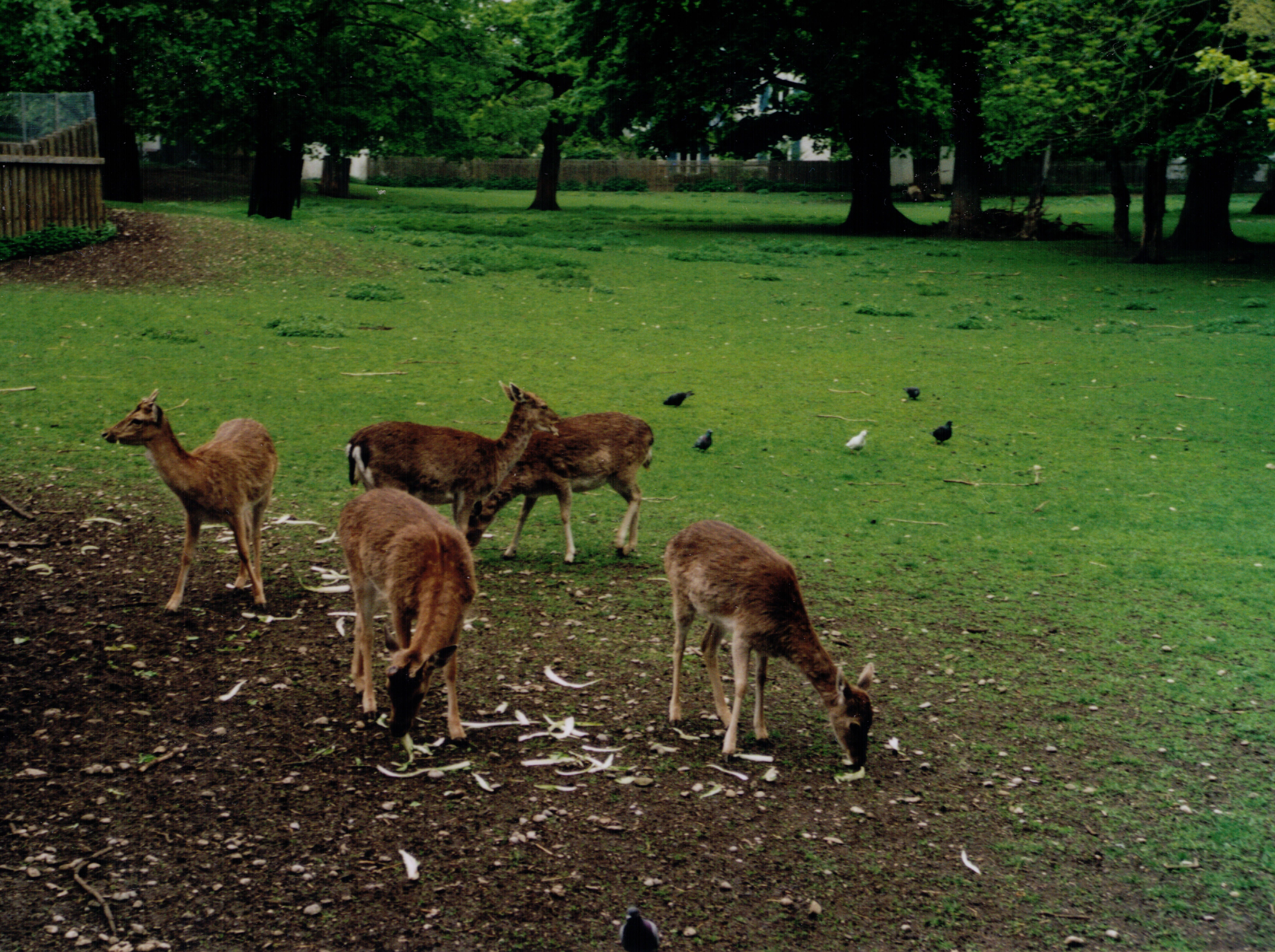
Wildgehege im Hirschgarten
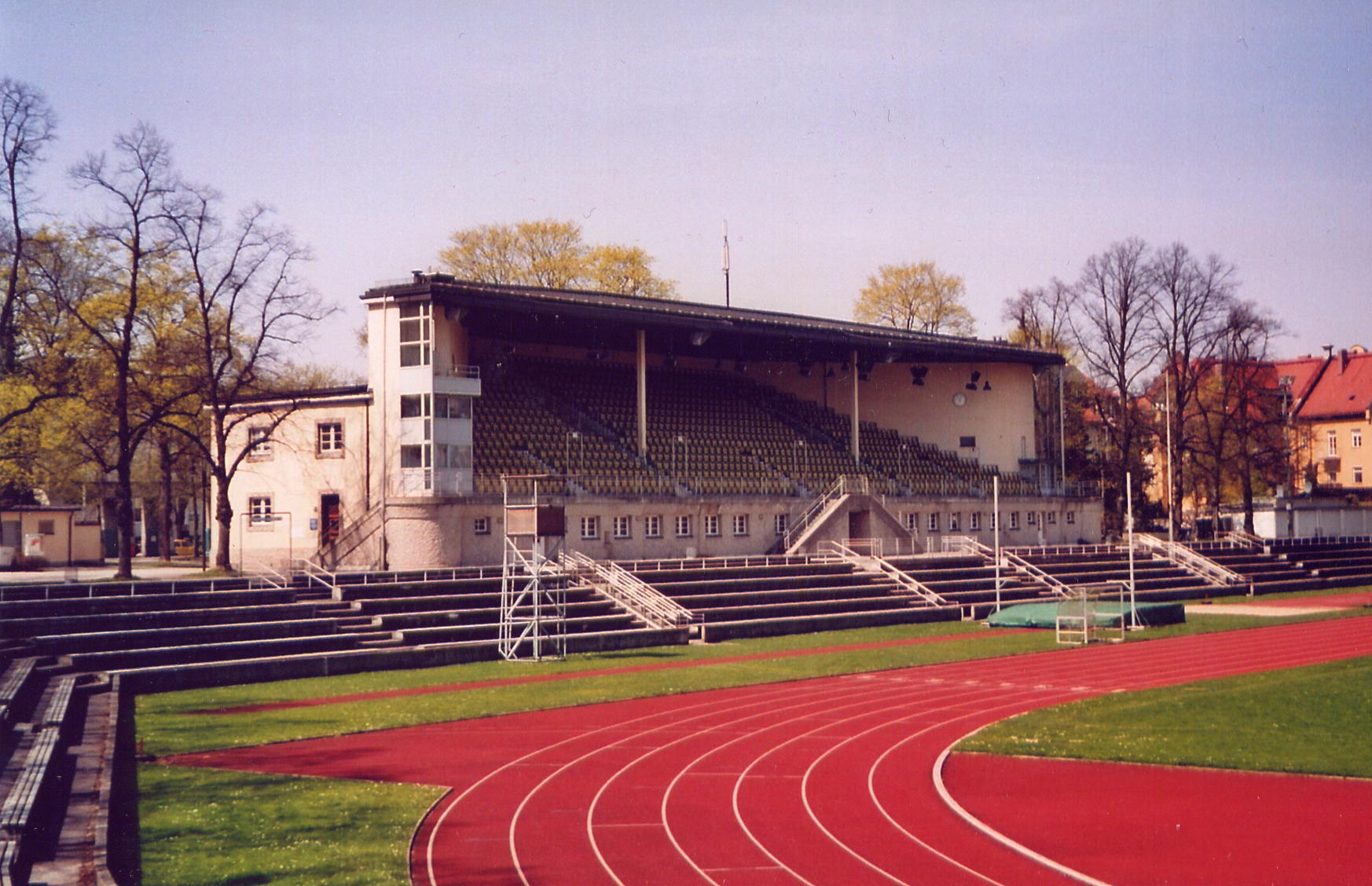
Dantestadion
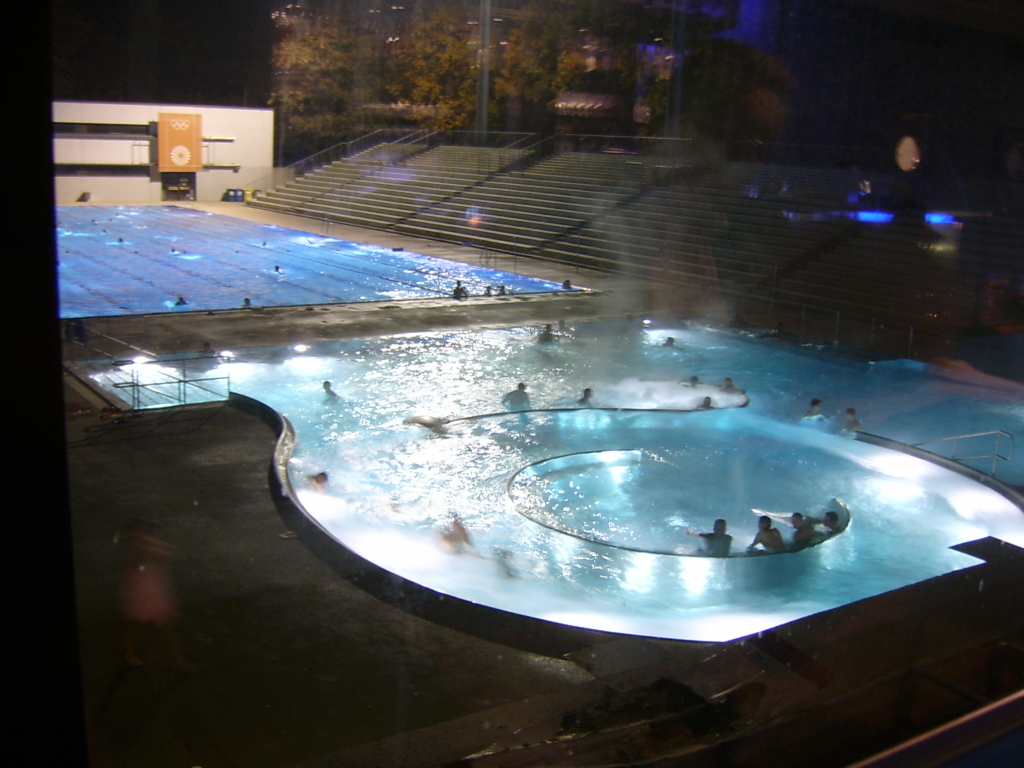
Dantebad
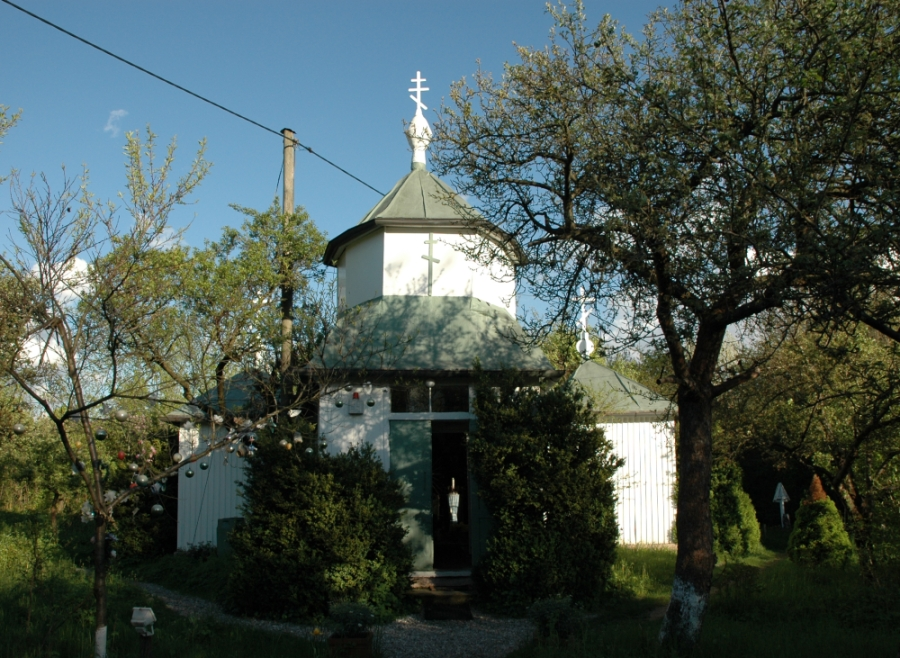
Ost-West-Friedenskirche
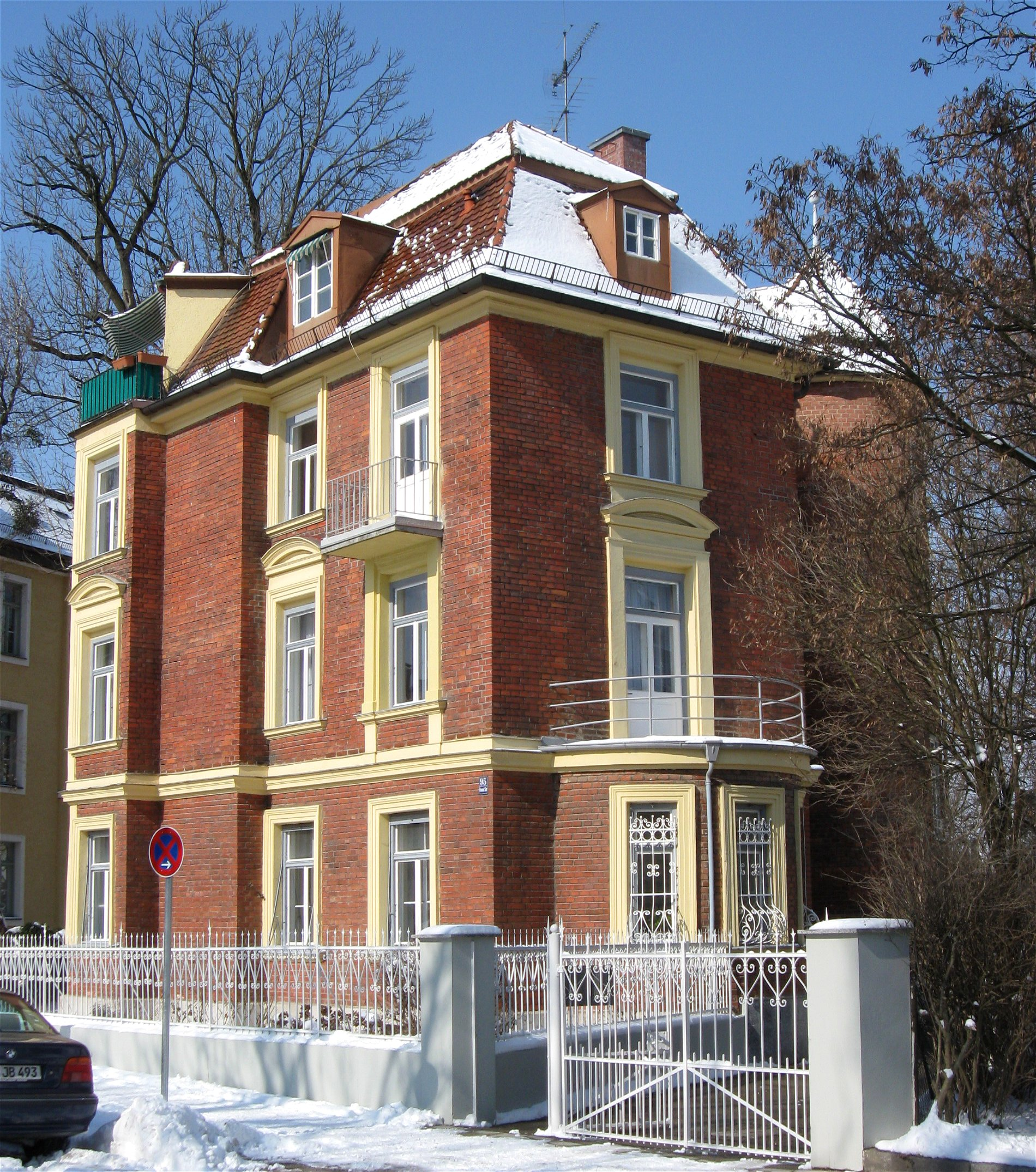
Villenkolonie Neuwittelsbach
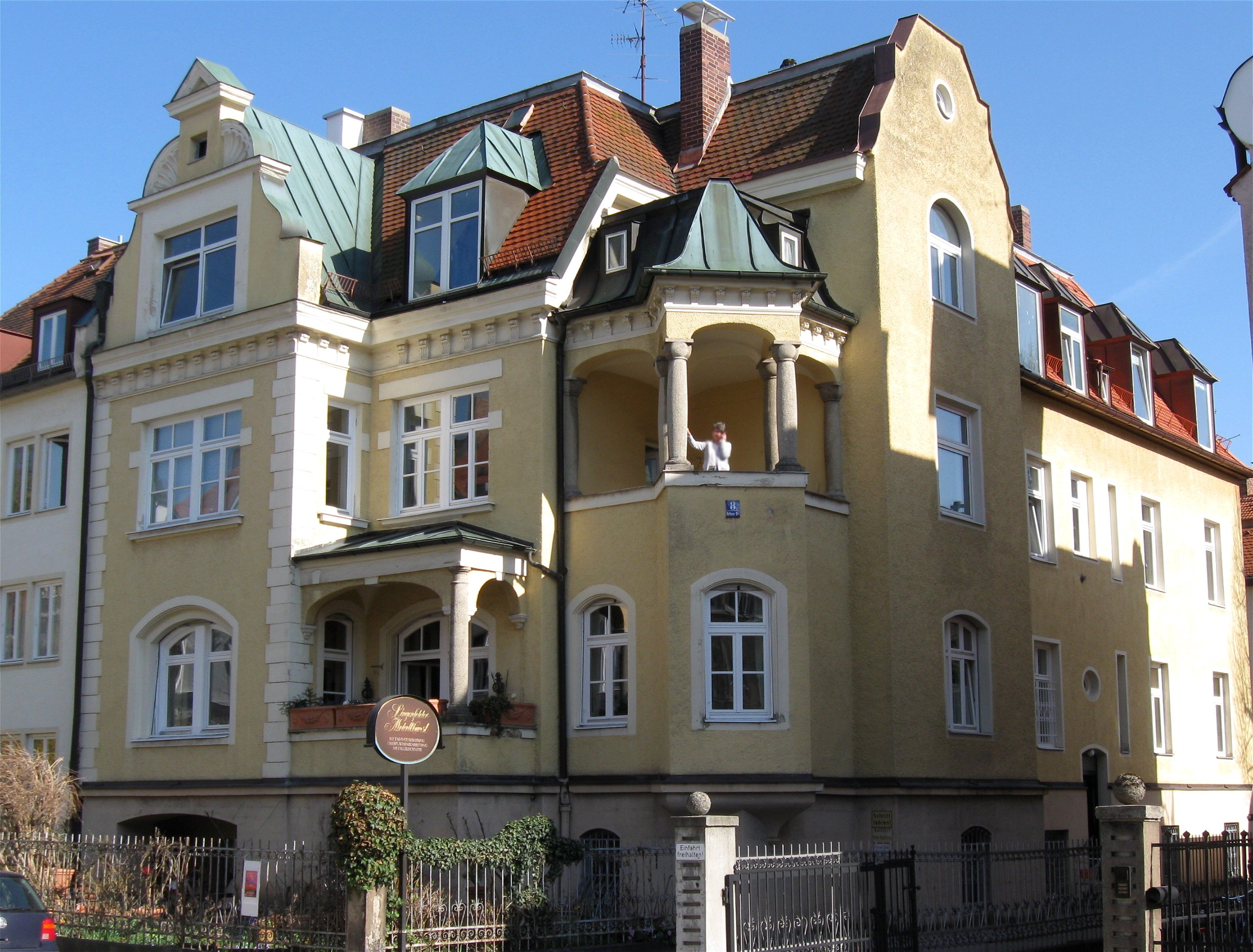
Villa in der Bothmerstraße

## Bildung und Kultur

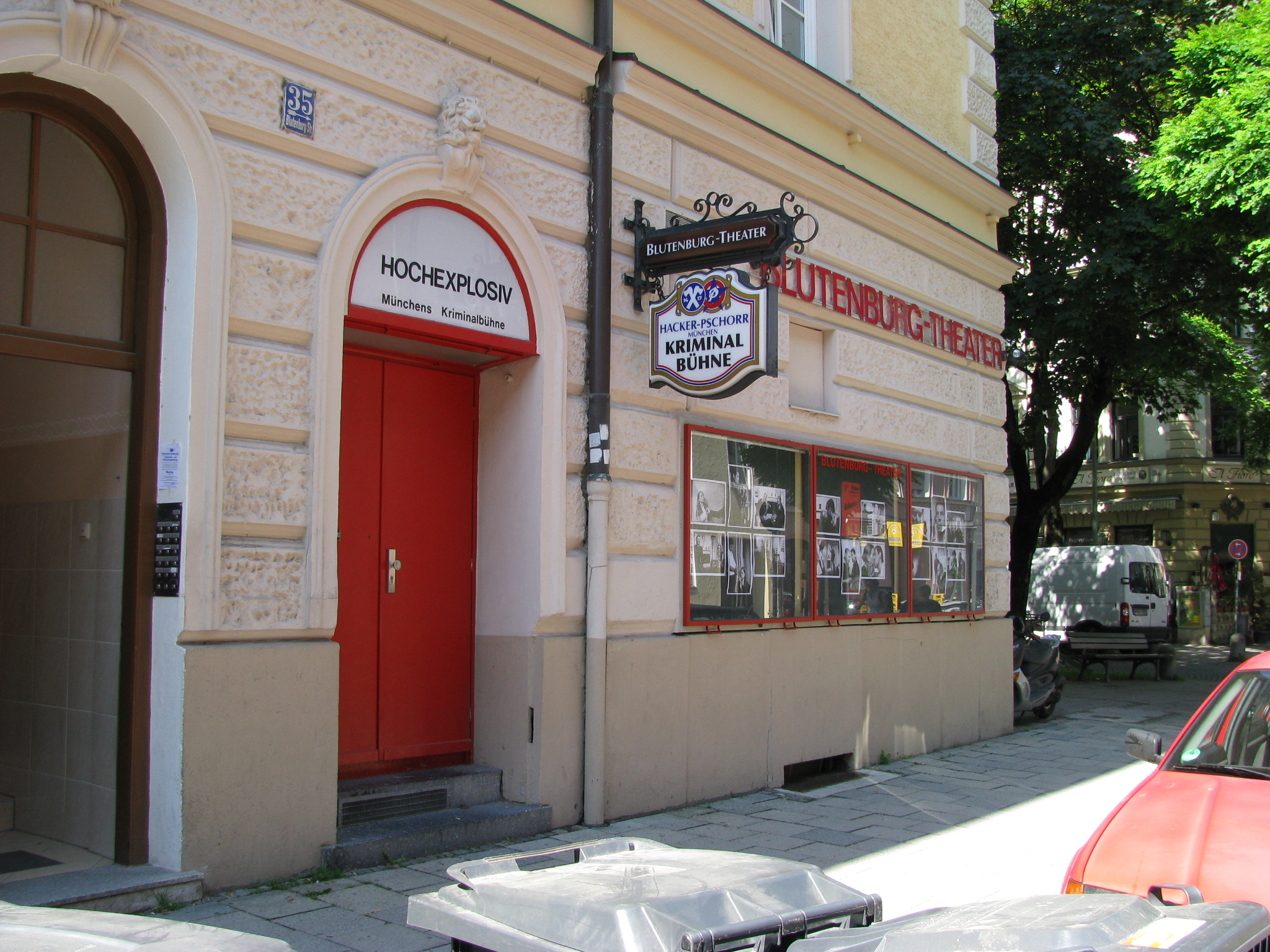
Blutenburg-Theater

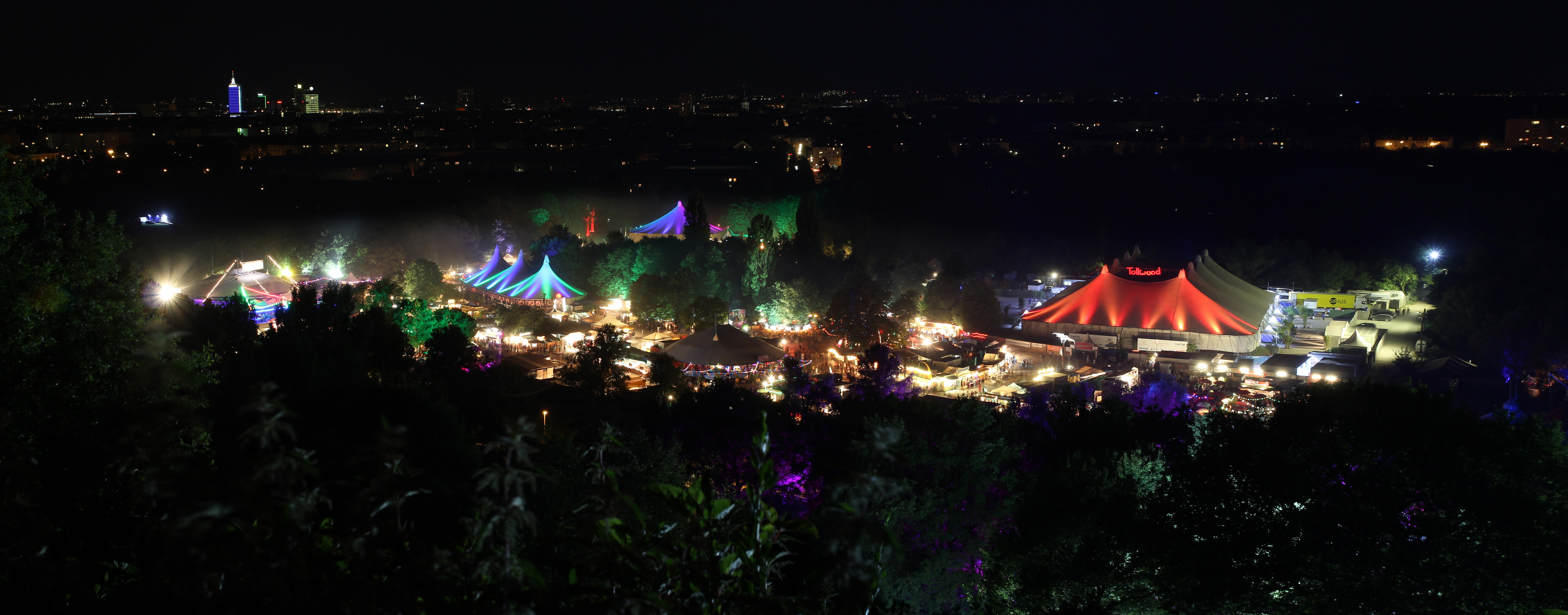
Tollwood-Festival

- Institut für Zeitgeschichte, Leonrodstr. 46b
- Freiheitshalle, Rainer-Werner-Fassbinder-Platz 1
- Kulturzentrum Backstage, Reitknechtstr. 6
- Blutenburg-Theater, Blutenburgstraße 35
- Geschichtswerkstatt Neuhausen e. V., Neuhauser Trafo, Nymphenburger Straße 171a
- Münchner Volkshochschule, Außenstelle Neuhausen, Neuhauser Trafo, Nymphenburger Straße 171a (Eröffnung: September 2009)
- Münchner Stadtbibliothek, Stadtteilbibliothek, Neuhauser Trafo, Nymphenburger Straße 171a (Eröffnung: Januar 2010)
- Von-Parish-Kostümbibliothek, Kemnatenstraße 50
- Nymphenburger Schulen, Schulzentrum, Sadelerstraße 10
- Pathos Transport Theater, Dachauer Straße 110d
- Schwere Reiter (Theater), Dachauer Straße 114
- Sommer Tollwood-Festival, Oberwiesenfeld
- Ost-West-Friedenskirche, Oberwiesenfeld
- Neues Maxim, Landshuter Allee 33

## Baudenkmäler
- Liste der Baudenkmäler in München-Neuhausen
- Liste der Baudenkmäler in München-Nymphenburg

## Statistik
(Stand jeweils am 31. Dezember, Einwohner mit Hauptwohnsitz)
| Jahr | Einwohner | davon Ausländer | Einwohner je km² |
| ---- | --------- | --------------- | ---------------- |
| 2000 | 081.968   | 17.923 (21,9 %) | 6.345            |
| 2001 | 082.235   | 17.972 (21,9 %) | 6.366            |
| 2002 | 081.947   | 17.795 (21,7 %) | 6.343            |
| 2003 | 081.661   | 17.703 (21,7 %) | 6.321            |
| 2004 | 081.921   | 18.041 (22,0 %) | 6.343            |
| 2005 | 082.156   | 17.890 (21,8 %) | 6.362            |
| 2006 | 084.604   | 18.016 (21,3 %) | 6.563            |
| 2007 | 085.964   | 18.118 (21,1 %) | 6.674            |
| 2008 | 087.043   | 18.836 (21,2 %) | 6.730            |
| 2009 | 087.846   | 18.147 (20,7 %) | 6.792            |
| 2010 | 089.286   | 18.464 (20,7 %) | 6.905            |
| 2011 | 092.139   | 19.848 (21,5 %) | 7.135            |
| 2012 | 094.257   | 21.126 (22,4 %) | 7.299            |
| 2013 | 095.906   | 22.083 (23,0 %) | 7.426            |
| 2014 | 097.521   | 23.309 (23,9 %) | 7.551            |
| 2015 | 098.702   | 24.264 (24,6 %) | 7.643            |
| 2016 | 099.538   | 24.878 (25,0 %) | 7.707            |
| 2017 | 098.520   | 24.005 (24,4 %) | 7.629            |
| 2018 | 098.814   | 23.980 (24,3 %) | 7.651            |
| 2019 | 100.213   | 24.907 (24,9 %) | 7.760            |
| 2020 | 099.704   | 24.635 (24,7 %) | 7.720            |
| 2021 | 099.415   | 24.954 (25,1 %) | 7.698            |
| 2022 | 100.495   | 26.329 (26,2 %) | 7.781            |
| 2023 | 100.396   | 26.256 (26,2 %) | 7.774            |
| 2024 | 101.901   | 27.038 (26,5 %) | 7.890            |

Quelle mit weiteren Daten

## Politik
- Linke: 2
- SPD: 8
- Grüne: 16
- DaCG/ÖDP: 2
- FW: 1
- FDP: 2
- CSU: 9
- AfD: 1

Der Bezirksausschuss von Neuhausen-Nymphenburg wurde zuletzt am 15. März 2020 gewählt. Die Sitzverteilung lautet wie folgt: GRÜNE 16, CSU 9, SPD 8, FDP 2, DaCG/ÖDP 2, LINKE 2, FW 1 und AfD 1. Von den 73.135 stimmberechtigten Einwohnern in Neuhausen-Nymphenburg haben 38.644 von ihrem Wahlrecht Gebrauch gemacht, womit die Wahlbeteiligung bei 52,8 % (2014: 45,0 %) lag.
Anna Hanusch (Grüne) wurde nach der Kommunalwahl 2020 zum zweiten Mal als Vorsitzende des Bezirksausschusses gewählt. Ihre Stellvertreter sind Sabine Nasko (CSU) und Anna-Lena Mühlhäuser (SPD).
In der vorangegangenen Legislaturperiode war Anna Hanusch (GRÜNE) das erste Mal als Vorsitzende des Bezirksausschusses gewählt worden. Ihre Stellvertreter waren Sabine Nasko (CSU) und Oliver Belik (SPD).
Der Stadtbezirk ist aktuell im Münchner Stadtrat durch Kathrin Abele (SPD), Christian Köning (SPD), Anna Hanusch (GRÜNE), Leo Agerer (CSU), Thomas Lechner (Linke) und Fritz Roth (FDP) vertreten.
Im Bezirkstag von Oberbayern ist der Stadtbezirk durch Susanne Wittmann (Tierschutzpartei) vertreten; sie ist Anfang 2025 über die Liste DaCG/ÖDP auch in den Bezirksausschuss Neuhausen-Nymphenburg nachgerückt.

## Persönlichkeiten

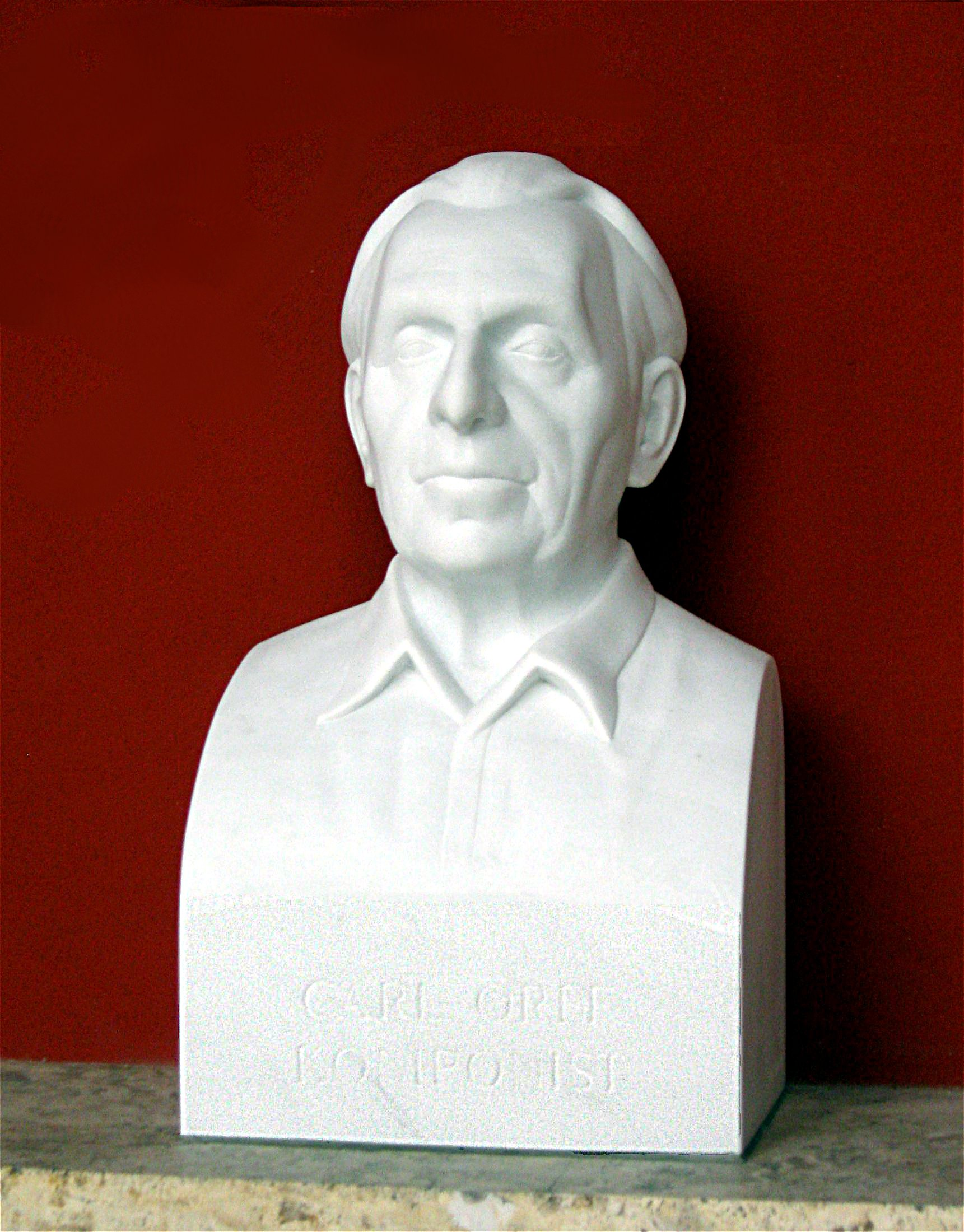
Carl Orff (Ruhmeshalle)

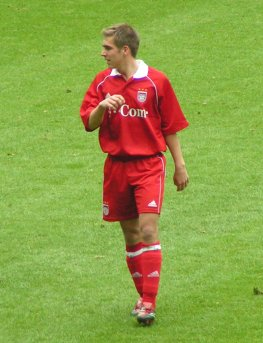
Philipp Lahm

- Der Schriftsteller Alfred Andersch (1914–1980) ist in Neuhausen geboren und aufgewachsen. In der Erzählung Der Vater eines Mörders, die von seiner Schulzeit handelt, schildert er den damaligen Direktor des Wittelsbacher-Gymnasiums.
- Der Porzellanmaler Maximilian Joseph Auer (1805–1878) wurde in Nymphenburg geboren.
- Monsignore Fritz Betzwieser (1929–1993) war von 1965 bis 1993 Stadtpfarrer der Pfarrei Herz Jesu. Durch sein ausgeprägtes Engagement für den Tierschutz, sowie u. a. seine persönliche Freundschaft zum Dalai Lama, den er 1986 nach Neuhausen eingeladen hatte, war er weit über die Grenzen seiner Pfarrei hinaus bekannt.[13]
- Im Roman Der Kanal porträtierte der hier bis zu seinem Tod lebende Schriftsteller Manfred Bieler (1934–2002) die Gesellschaft Nymphenburgs.
- Der Historiker Karl Bosl (1908–1993) lebte viele Jahre in der Donnersbergerstraße.
- Benno Danner (1857–1917), dessen Witwe Therese Danner (1861–1934) die Danner-Stiftung gründete, war Eigentümer der „Zimmergörglsölde“ an der Winthirstraße 18, die seine Großmutter 1855 vom Nymphenburger Apotheker Anton Gulielmo (1805–1872) erwarb.
- Der Architekt der Gewofag-Siedlung Neuhausen, Hans Döllgast (1891–1974), lebte in der Siedlung am Winthirplatz.
- Auch die Geschichte des Nationalsozialismus ist eng mit Neuhausen verbunden. Der Werkzeugmacher Anton Drexler (1884–1942), Gründer der Deutschen Arbeiterpartei, lebte und arbeitete hier.[14]
- Der bayerische Schauspieler Helmut Fischer (1926–1997), außerhalb Bayerns vor allem durch seine Rolle als „Monaco Franze – der ewige Stenz“ bekannt geworden, wurde in Neuhausen geboren.
- Der Tischtennisfunktionär und -spieler Rudi Gruber (1922–2002) wurde in Neuhausen geboren.
- Auf dem Strohmaier-Hof an der Winthirstraße 6 wurde Lorenz Hauser (1869–1918) geboren, der durch den Verkauf von Grundstücken zu großem Reichtum kam und als verschwenderischer und sagenumwobener „Millionenbauer von München-Neuhausen“ in die Geschichte einging.
- In Neuhausen lebte Max Haushofer (1811–1866), Landschaftsmaler und Professor für Landschaftsmalerei.
- An den Wohnort des Bildhauers Karl Knappe (1884–1970) erinnert eine Gedenktafel am Haus Wendl-Dietrich-Straße 9 nahe dem Rotkreuzplatz.
- In Gern wurde der früher beim FC Bayern München spielende Philipp Lahm (* 1983) geboren.
- Karl Albert von Lespilliez (1723–1796), Hofbaumeister, wurde in Nymphenburg geboren
- Oskar von Miller (1855–1934), der Gründer des Deutschen Museums, wurde auf dem alten Friedhof Neuhausen begraben. Sein Grabstein ist neben der Kapelle in Form einer großen Bodenplatte zu finden
- Carl Orff (1895–1982) lebte lange Zeit in Neuhausen. Dies bezeugt das Denkmal an seinem Geburtshaus (Maillingerstraße, Hausnummer 30).
- Die Journalistin Ponkie (1926–2021) lebte in Neuhausen.
- Lilo Ramdohr (1913–2013) wohnte unter dem Namen Lilo Berndl von 1941 bis Mitte 1944 in der Prinzenstraße 30, wo im Mai 1942 von Alexander Schmorell auch Kartons mit Flugblättern der Weißen Rose versteckt wurden.[15]
- Auf dem Nymphenburger Friedhof ist Eugen Roth (1895–1976) begraben, der jahrzehntelang in Nymphenburg lebte.
- Der expressionistische Maler Ludwig Scharl (1929–2011) wurde in Nymphenburg geboren.
- In der Nähe des Rotkreuzplatzes verbrachte der Schriftsteller und Anarchist Augustin Souchy (1892–1984) seinen Lebensabend; bis zuletzt hielt er Lesungen und Vorträge in Neuhausen.
- August Siebert (1805–1855), Mediziner und Lehrstuhlinhaber
- Für den NS-Widerstandskämpfer Franz Xaver Stützinger (1903–1935) wurde 2021 vor seinem letzten Wohnsitz in der Volkartstraße 71 ein Erinnerungszeichen errichtet.
- Der Legende nach wurde Neuhausen im 8. Jahrhundert vom seligen Winthir christianisiert. An ihn erinnern der Straßenname Winthirstraße, der Winthirplatz, das Winthirkircherl, der Winthirfriedhof, der Winthirbrunnen und die Winthir-Apotheke.

## Feste
- Jedes Jahr im Juli findet im Hirschgarten das Magdalenenfest statt.
- Alle zwei Jahre wird am Rotkreuzplatz das Wasservogelfest gefeiert.